# Nordiska korrespondensinstitutet
Nordiska korrespondensinstitutet (oft abgekürzt als NKI-skolan; deutsch Nordisches Korrespondenzinstitut) war eine der größten schwedischen Schulen für Fernunterricht.
Die Bildungseinrichtung entstand 1922 in Malmö, als zwei 1910 gegründete Schulen, das Noréns korrespondensinstitut und das  Osby korrespondensinstitut, miteinander fusionierten. Sie bot zunächst Fernlehrgänge nur für bestimmte betriebswirtschaftliche Themen an, doch ergänzten allmählich Mal- und Zeichenkurse sowie Ausbildungen im technischen Bereich das Angebot. 1936 wurde die Zentrale des Institutes nach Stockholm verlegt.
Ab 1937 konnte man an der NKI-skolan per Fernstudium das Abitur ablegen. Bereits in den ersten Jahren bereiteten sich zwischen 75 und 250 Schüler jährlich auf diese Weise auf ein Hochschulstudium vor. In den ab 1941 entstehenden NKI-Realschulen wechselten sich 12 bis 16 Wochenstunden mündlicher Direktunterricht und Fernunterricht in Eigenverantwortung der Schüler miteinander ab. Bereits 1940 war es möglich, mit Hilfe der NKI-Materialien ein Ingenieursstudium zu absolvieren. Zu Spitzenzeiten nahmen bis zu 150.000 Schüler jährlich das Kursangebot wahr, das sich auf 1500 Rubriken verteilte.
Zwischen 1937 und 1952 gab die NKI-skolan in insgesamt elf Auflagen ein einbändiges Universallexikon heraus, das sich in Schweden großer Beliebtheit erfreute. Insgesamt wurden von dem Werk 200.000 Exemplare gedruckt.
1965 wurde das Nordiska korrespondensinstitutet vom Unternehmen Hermods übernommen.